# Dactylispa spectabilis
Dactylispa spectabilis es una especie de insecto coleóptero de la familia Chrysomelidae.
Fue descrita científicamente en 1914 por Gestro.